# Bistum Meißen

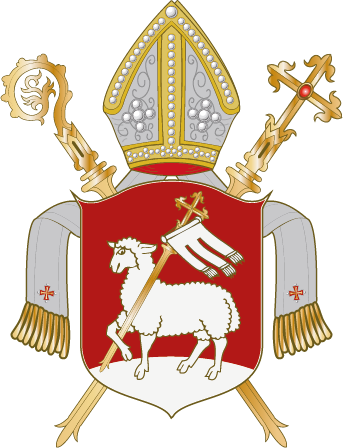
Wappen des Bistums Meißen

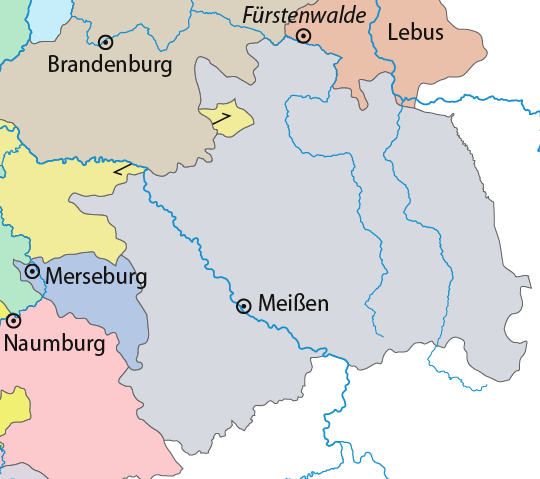
Karte des historischen Bistum Meißen

Das ursprüngliche Bistum Meißen (lat. Dioecesis Misnensis) wurde 968 gegründet. Im Kurfürstentum Sachsen ging es am 20. Oktober 1581 mit der Resignation des letzten Bischofs Johann IX. von Haugwitz unter, wurde aber nie offiziell aufgelöst. Das Domkapitel in Meißen blieb als lutherische kirchliche Korporation bis heute erhalten, auch das Hochstift Meißen existiert bis heute. 
Im Jahr 1921 wurde das Bistum mit Sitz in Bautzen wiedererrichtet (heute Bistum Dresden-Meißen).

## Geschichte

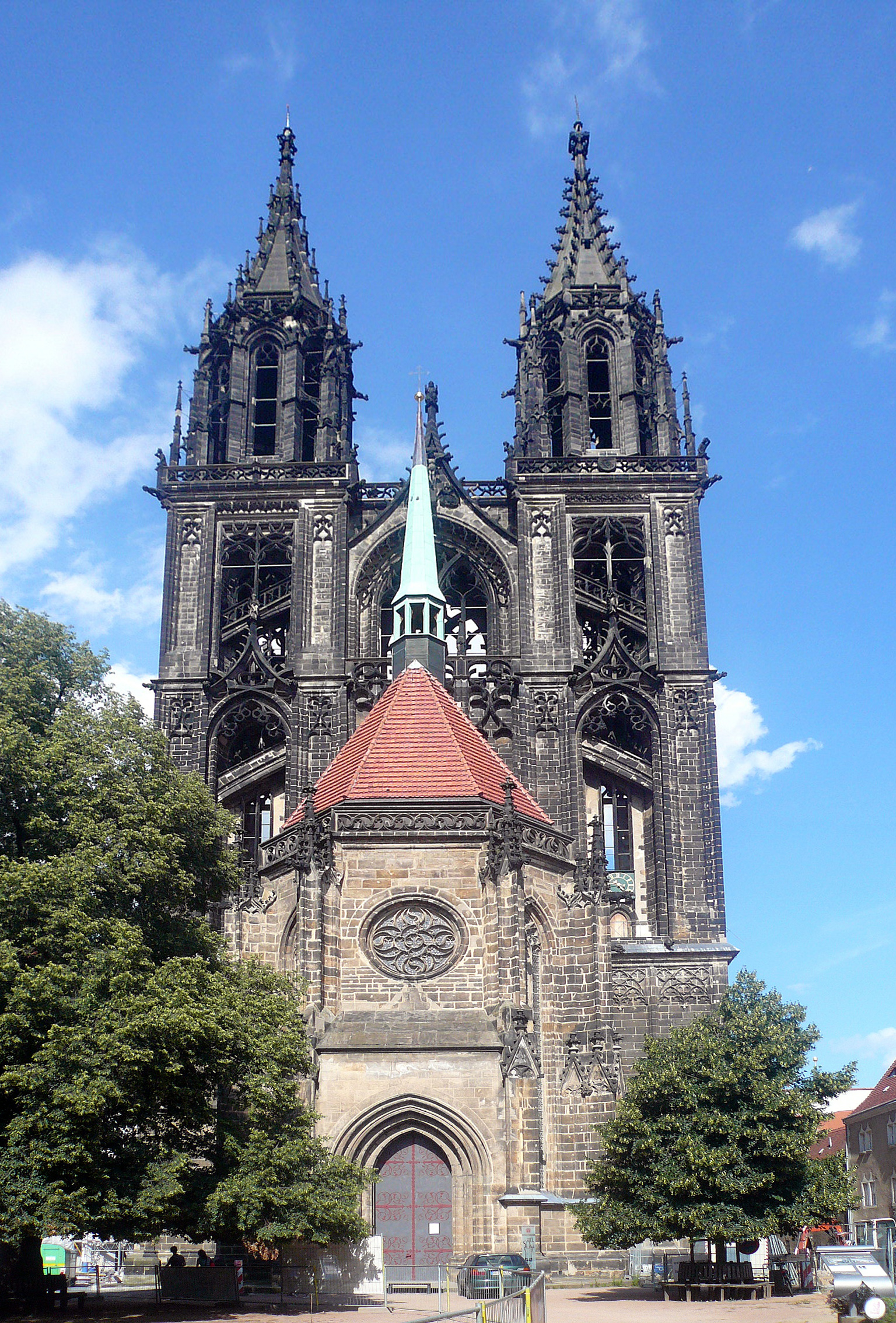
Meißner Dom, von 968 bis 1581 Kathedrale des Bistums

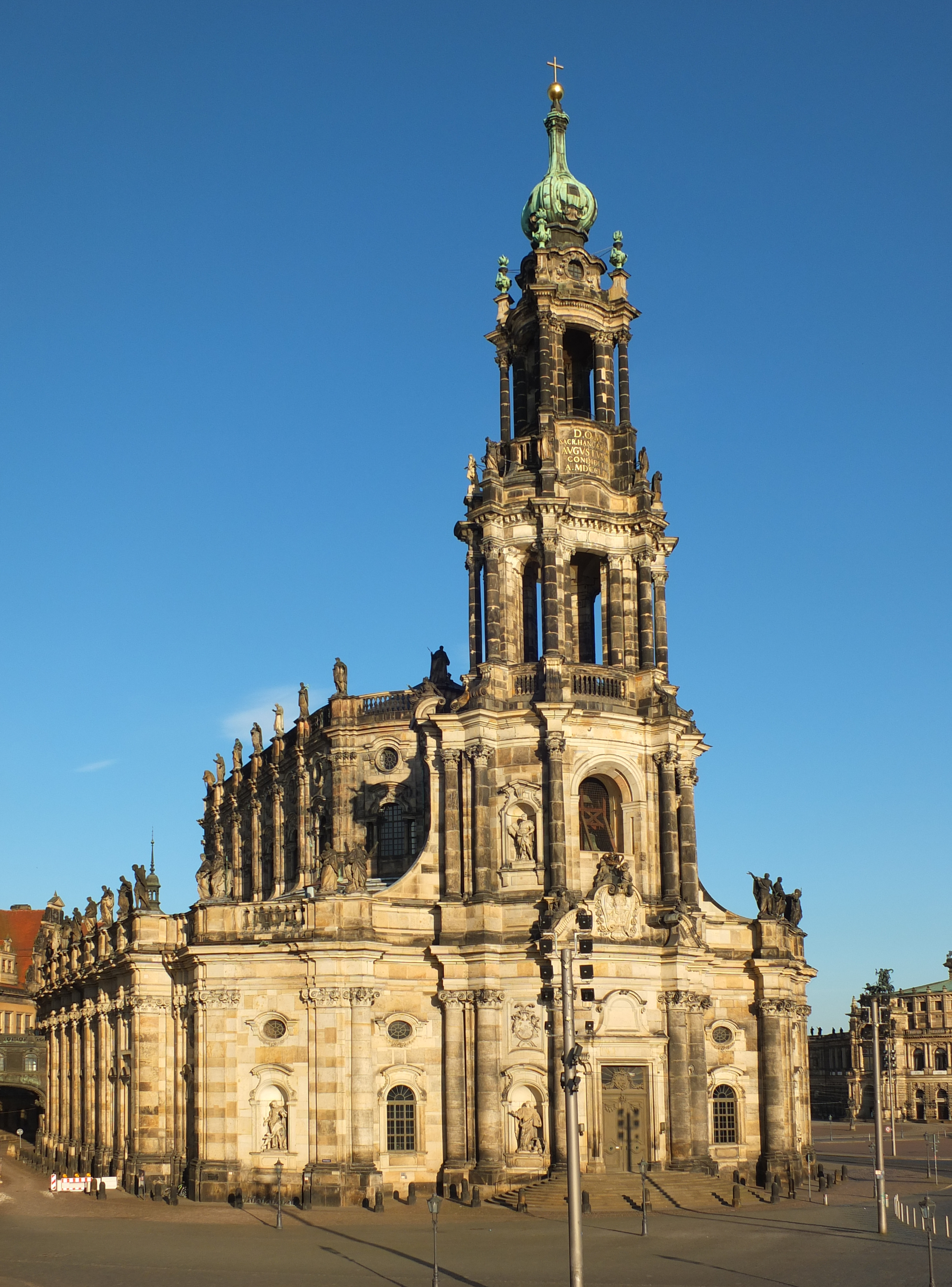
Katholische Hofkirche in Dresden, seit 1980 Kathedrale

Auf Vorschlag des Kaisers Otto genehmigte Papst Johannes XIII. auf der Synode zu Ravenna 967 die Errichtung der drei Bistümer Meißen, Merseburg und Zeitz (später Naumburg). Alle drei Bistümer gehörten zum Metropolitanverband des Erzbistums Magdeburg.
Der aus dem Kloster Sankt Emmeram in Regensburg stammende Benediktiner und Burgkaplan Burchard wurde von Erzbischof Adalbert von Magdeburg auf der Burg Meißen zum ersten Bischof von Meißen geweiht. Zur zunächst bescheidenen Kathedrale des Bistums wurde die Kapelle in der Meißener Burg. Schutzpatrone von Kathedrale und Bistum wurden der Evangelist Johannes und Donatus von Arezzo.
Wie die anderen genannten Bistümer war Meißen von den ottonischen Kaisern zur Mission der slawischen Länder zwischen Elbe, Saale und Oder gegründet worden. Gleichzeitig sollte das Bistum der Festigung königlicher Herrschaft in den östlich der Saale neu eroberten Gebieten dienen. So ist es denn kein Zufall gewesen, dass die Burg Meißen, von wo aus die königlichen Markgrafen regierten, auch Bischofssitz wurde. Der Wechsel von Kooperation und Konkurrenz zwischen den Markgrafen und den Bischöfen hat die Geschichte des Bistums Meißen ganz entscheidend geprägt.
Im 12. und 13. Jahrhundert erfolgten auf dem Gebiet des Bistums 72 Klostergründungen, insbesondere von Zisterzienser- und Franziskanerklöstern.
Unter den zahlreichen Schenkungen, die das Bistum in Sachsen und in der Oberlausitz von den Königen und Markgrafen erhalten hatte, waren die Besitzungen in der Gegend von Wurzen und im Bereich Stolpen-Bischofswerda von herausragender Bedeutung. In diesen beiden Gebieten gelang es den Bischöfen und dem Domkapitel im 14. Jahrhundert nämlich, ihre zahlreichen Rechte und Besitzungen so weit zu verdichten und nach außen abzuschließen, dass sie dort faktisch zu Landesherren (im sogenannten Hochstift Meißen) wurden. Allerdings wurde den Bischöfen der Status der Reichsunmittelbarkeit von den Meißener Markgrafen immer bestritten. Und tatsächlich sind die Meißener Bischöfe nur selten als geistliche Reichsfürsten auf den Reichstagen vertreten gewesen.
1399 wurde das Bistum von Papst Bonifatius IX. für exemt erklärt, damit unterstand es fortan nicht mehr dem Erzbistum Magdeburg, sondern war unmittelbar dem Heiligen Stuhl unterstellt. Seit Gründung des Bistums residierten die Bischöfe auf dem Meißener Burgberg in einem eigenen Burghaus neben der Markgrafenburg, seit Anfang des 15. Jahrhunderts auf der Burg Stolpen und in Wurzen.
Mit der Einführung der Reformation 1539, beginnend in der Kathedralkirche, kam dem Bistum nach und nach das katholische Diözesangebiet abhanden. Nach der Resignation des letzten Bischofs und der Wahl des sächsischen Kurfürsten zum Administrator und Bischof von Kursachsen 1581 endete das alte Bistum Meißen. Die zugehörigen Klöster und Stifte wurden säkularisiert. Nur in den beiden zu Böhmen gehörenden Lausitzen blieben die Reste des Bistums Meißen bis zu dessen Wiedereinrichtung katholisch und wurden einem Administrator mit Sitz im Domstift Bautzen am Dom St. Petri unterstellt. 1539 wurde der Meißner Dom eine lutherische Kirche; heute ist er die Predigtkirche für den Landesbischof der evangelisch-lutherischen Landeskirche Sachsens.

## Wiedererrichtung
1921 wurde das katholische Bistum Meißen von Papst Benedikt XV. mit Sitz in Bautzen wiedererrichtet. Es hatte seine Kathedrale zunächst im Bautzener Dom. Am 15. November 1979 wurde die Bezeichnung in Bistum Dresden-Meißen geändert, und Bischof Gerhard Schaffran verlegte im folgenden Jahr, am 25. März 1980, den Bischofssitz nach Dresden.
Seitdem fungiert die Katholische Hofkirche in Dresden als neue Hauptkathedrale, der Bautzner Dom ist Konkathedrale.

## Weblink
- Eintrag zu Bistum Meißen auf catholic-hierarchy.org